# Iglesia de San Vicente Mártir (Miñano Menor)
La iglesia de San Vicente Mártir es un templo situado en el concejo de Miñano Menor, en el municipio español de Vitoria.

## Descripción
El edificio se encuentra en el concejo alavés de Miñano Menor, en la comunidad autónoma del País Vasco. Se menciona como iglesia parroquial del lugar en el Diccionario geográfico-estadístico-histórico de España y sus posesiones de Ultramar de Pascual Madoz, donde se dice que a mediados del siglo XIX estaba «servida por un beneficiado patrimonial» y que contaba con un «cementerio inmediato». Décadas después, ya en el siglo XX, Vicente Vera y López vuelve a reseñarla en el tomo de la Geografía general del País Vasco-Navarro dedicado a Álava con las siguientes palabras: «Forma parroquia con Ciriano y tiene una iglesia dedicada á San Vicente».
Los registros sacramentales de bautismos, matrimonios y decesos generados por la parroquia de San Vicente Mártir desde el siglo XV hasta el final del XIX se conservan con los del resto de iglesias de la provincia en el Archivo Histórico Diocesano de Vitoria, donde pueden consultarse.
En el año 2023 el concejo de Miñano Menor solicitó las ayudas dirigidas a las entidades locales del Servicio de Restauración para realizar unas catas porque atisbaban que detrás de los desconchones de las paredes había pinturas. En 2024 con la nueva convocatoria han actuado en la parte superior de la bóveda de la cabecera del templo sacando a la luz pinturas murales del periodo medieval y otras del estilo renacentista.